# Roy Sesana
Roy Sesana né vers 1950 à Molapo au Botswana, est un militant Bushman qui travaille pour les droits de sa tribu Kalahari. Il est récipiendaire du prix Nobel alternatif en 2005.

## Biographie
L'histoire de Roy Sesana se confond avec celle de son peuple.
En 2002, les Bushmen sont expulsés de leurs terres, car un gisement de diamants y a été découvert. Ils sont installés dans un camp de réfugiés. Dans la « Réserve de chasse du Kalahari central », le gouvernement accorde des autorisations d'exploitation de mines diamantifères, et ouvre des hébergements hôteliers. Le gouvernement interdit aux Bushmen d'accéder à un forage d'eau sur leurs terres.
En septembre 2005, Roy Sesana est arrêté pour « émeutes » et tentative d'« entrer de force dans la réserve  Kalahari Game », il est libéré quelques jours plus tard. En 2006, la Haute Cour de Justice accorde aux Bushmen le droit de vivre dans la réserve, En 2010, les Bushmen n'ont toujours pas accès à l'unique point d'eau.

## Reconnaissance
Roy Sesana est récipiendaire du prix Nobel alternatif en 2005, « pour sa résistance résolue contre l'expulsion de leurs terres ancestrales, et pour faire respecter le droit à leur mode de vie traditionnel. ».

## Citation
« Nous sommes les ancêtres de nos arrière-petits-enfants. Nous prenons soin d'eux, tout comme nos ancêtres ont pris soin de nous. Nous ne sommes pas ici pour nous-mêmes. Nous sommes ici pour chacun et pour les enfants de nos petits-enfants.
Si quelqu'un a lu beaucoup de livres et crois que nous sommes primitifs, parce que nous n'en avons pas lu un seul, alors il devra jeter ces livres et en chercher un qui dit que nous sommes tous frères et sœurs, et que nous avons tous le même droit de vivre. »; Discours d'acceptation du prix Nobel alternatif 9 décembre 2005.

#### Sites en français
- « Des Bushmen torturés racontent leur calvaire », in : Site de, sur afrik.com, afrik.com, 2007 (consulté le 21 février 2010)
- « La colère des Bushmen devant le silence du président », in : Site de, sur afrik.com, afrik.com, 2010 (consulté le 21 février 2010)
- Marie-Laure Josselin, « Les premiers pas de l'écologie politique », in :Revue en ligne de, sur rfi.fr, RFI, 2010 (consulté le 26 février 2010)

#### Sites étrangers
- (en) « Bushmen Angry At Botswana President Meeting », in : Site de, sur apanews.net, Agence de Presse Africaine, 2010 (consulté le 21 février 2010)
- (en) Roy Sesana sur le site du prix Nobel alternatif